# Georges Corraface

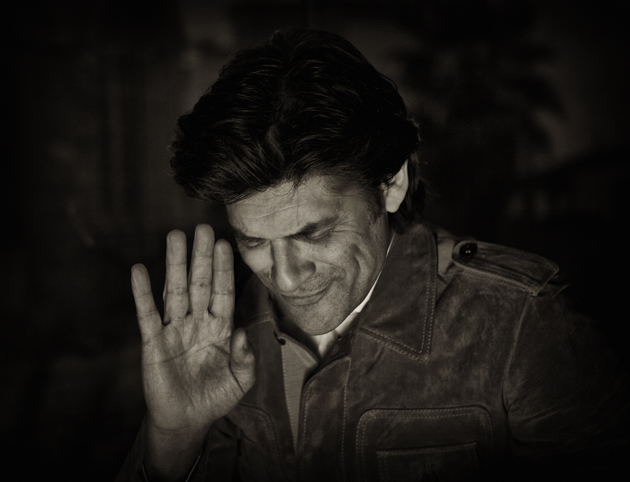
Georges Corraface (2007)

Georges Corraface (* 7. Dezember 1952 in Paris) ist ein griechisch-französischer Schauspieler.

## Leben
Georges Corraface wurde am Conservatoire national supérieur d’art dramatique ausgebildet und war zunächst als Theater-Schauspieler tätig. Seit 1980 spielt er in Film und Fernsehen. 1991 spielte er in Nicht ohne meine Tochter und Verliebt in Chopin mit. Bekannt wurde er in Deutschland 1992 als Christopher Columbus in Christopher Columbus – Der Entdecker. 2003 spielte er die Hauptrolle des „Fanis Iakovidis“ in Zimt und Koriander. 

## Filmografie (Auswahl)
- 1982: S.A.S. Malko – Im Auftrag des Pentagon (SAS à San Salvador)
- 1989: Die Französische Revolution (La Révolution française)
- 1990: The Mahabharata (Miniserie, 3 Folgen)
- 1991: Nicht ohne meine Tochter (Not Without My Daughter)
- 1991: Verliebt in Chopin (Impromptu)
- 1991: Meine Tochter gehört mir
- 1992: Christopher Columbus – Der Entdecker (Christopher Columbus: The Discovery)
- 1994: Im Sog der Leidenschaft (La pasión turca)
- 1996: Los Angeles 2013
- 1996: Flucht aus L.A. (Escape from L.A.)
- 1999: Peppermint
- 1999: Tramontane (Miniserie, 5 Folgen)
- 2003: Zimt und Koriander (ΠΟΛΙΤΙΚΗ κουζίνα)
- 2003–2007: Alex Santana, négociateur (Fernsehserie, 8 Folgen)
- 2007: Le Bal des actrices
- 2008: Without Brothers
- 2009: The Prankster
- 2012: Papadopoulos & Söhne (Papadopoulos & Sons)
- 2015: Lolo – Drei ist einer zu viel (Lolo)
- 2018: Clem (Fernsehserie, 5 Folgen)
- 2018: Gelobt sei Gott (Grâce à Dieu)
- 2021: Superheld wider Willen (Super-héros malgré lui)
- 2023: Alibi.com 2
- 2023: Sterne zum Dessert (À la belle étoile)